# Greycroft
Greycroft es una empresa de capital de riesgo. Gestiona más de $ 2 mil millones en capital con inversiones en empresas como Bird, Bumble, HuffPost, Goop, Scopely, The RealReal y Venmo.
La firma tiene su sede en la ciudad de Nueva York y Los Ángeles.

## Historia
Greycroft fue fundada en 2006 por el pionero del capital riesgo Alan Patricof. Anteriormente fundó Apax Partners, uno de los grupos de capital privado más grandes de Europa con 50.000 millones de dólares bajo gestión. La transición de Patricof está vinculada a un deseo renovado de invertir en las primeras etapas. Patricof es conocido por sus inversiones y su participación en empresas como AOL, Apple Inc., Office Depot y New York (revista).

## Fondos
Greycroft recaudó su primer fondo (Greycroft I) con $ 75 millones de compromisos de inversores en 2006, Greycroft II con $ 131 millones en 2010, Greycrift IV con un fondo de $ 200 millones en 2015, Greycroft IV con $ 250 millones en 2018, Greycroft V con $ 250 millones en 2018, y Greycroft VI con $ 310 millones en 2020. En 2014, Greycroft recaudó su primer fondo de crecimiento, Greycroft Growth, con $ 200 millones.
Los fondos de crecimiento de la compañía permiten la inversión en acuerdos de etapa de crecimiento con compromisos que comienzan en $ 10 millones y escalan hasta $ 35 millones. Tras el éxito de las últimas inversiones de la empresa, Greycroft recaudó Greycroft Growth II con 250 millones de dólares en 2017. Greycroft recaudó Greycroft Growth III, un fondo de crecimiento de $ 368 millones en 2020.
La empresa está invirtiendo en dos fondos hoy:
- Greycroft V: fondo de riesgo de 250 millones de dólares
- Greycroft Growth II: Fondo en etapa de crecimiento de $ 256 millones

El fondo de riesgo (Greycroft IV) invierte entre $ 100.000 y $ 5 millones en un primer cheque, mientras que el fondo de crecimiento invierte hasta $ 35 millones en una empresa. Estos dos fondos permiten a la empresa apoyar a los emprendedores en cualquier etapa, desde el inicio hasta la salida.

## Inversiones
Greycroft ha invertido en más de 300 empresas ubicadas en 45 ciudades a nivel internacional, con la mayoría de estas empresas con sede en los Estados Unidos.
Las inversiones notables de la empresa incluyen:
- Braintree, adquirida por PayPal por 800 millones de dólares en 2013[22]
- Buddy Media, adquirida por Salesforce.com por 800 millones de dólares en 2012[23]
- Sincero, recaudó una ronda de Serie B de $ 63.4 millones en 2019[24]
- Maker Studios, adquirida por Disney por $ 950 millones en 2014[25]
- Plated.com, adquirido por Albertsons por 200 millones de dólares en 2017[26][27]
- Munchery, cesó sus operaciones en 2019[28]
- Osmosis, recaudó una ronda de Serie A de $ 4 millones en 2019[29]
- Selerio, adquirida por Streem en 2019[30]
- Trunk Club, adquirido por Nordstrom por $ 350 millones en 2014[31]
- Venmo, adquirido por PayPal por $ 800 millones en 2016[32]
- Boxed.com, recaudó 6,5 millones de dólares en 2014[33]
- Alcance, recaudó $ 200 millones de ronda Serie D en 2019[34]
- Yeahka, OPI ejecutada en la Bolsa de Valores de Hong Kong en 2020[35]
- BrightHealth, recaudó 200 millones de dólares Serie C en 2018[36]
- Anine Bing, recaudó US $ 15 millones Serie A en 2018[37]
- App Annie, recaudó 63 millones de dólares de la Serie E en 2016[38]
- Thrive Market, recaudó 111 millones de dólares Serie B en 2016[39]
- The Real Real, cuya OPI se ejecutó en junio de 2019 y cotiza en Nasdaq[40]
- Flutterwave, recaudó $ 35 millones de Serie B en 2019[41]
- Bellotas, recaudó una ronda Serie E de 105 millones de dólares en 2019[42]
- Icertis, se convirtió en un "unicornio" y recaudó una Serie E de 115 millones de dólares en 2019[43]
- Public.com, recaudó $ 15 millones de Serie B en 2020[44]
- LEX Markets, recaudó $ 4 millones de semilla en 2019[45]
- Axios, recaudó US $ 20 millones Serie B en 2017[46]
- Huffington Post, vendido a AOL por 315 millones de dólares en 2011[47]